# A Broken Doll
Pour plus de détails, voir Fiche technique et Distribution.
A Broken Doll est un film muet américain réalisé par Allan Dwan et sorti en 1921.

## Synopsis
Tommy Dawes travaille dans le ranch de Bill Nyall, dont il a un lien particulier avec sa petite fille Rosemary, qui est estropiée. Un jour, Tommy brise accidentellement la poupée préférée de la fillette et décide d'emprunte une pièce en or de 20 $ pour aller en ville en acheter une nouvelle. Cependant, alors qu'il est sur le chemin, il est pris en embuscade et détrousser par un condamné à mort qui s'est évadé la veille. Plus tard, le shérif prend Tommy comme coupable et l'arrête. Des complications s'ensuivent jusqu'à la résolution.

## Fiche technique
- Titre : A Broken Doll
- Réalisation : Allan Dwan
- Scénario : Allan Dwan, Lillian Ducey, d'après une nouvelle de Wilbur Hall
- Chef opérateur : H. Lyman Broening, L. William O'Connell
- Production : Allan Dwan
- Distribution : Associated Producers Inc.
- Genre : Film dramatique
- Date de sortie :
  - États-Unis : 12 juin 1921

## Distribution
- Monte Blue : Tommy Dawes
- Mary Thurman : Harriet Bundy
- Mary Jane Irving : Rosemary
- Les Bates : Bill Nyall
- Lizette Thorne : Mrs. Nyall
- Arthur Millett : Shérif Hugh Bundy
- Jack Riley : Knapp Wyant